# Lainie Kazan
Lainie Kazan, pseudonimo di Lainie Levine (New York, 15 maggio 1940), è un'attrice e cantante statunitense.

## Biografia
Nata nel borough newyorkese di Brooklyn, nel 1940 da genitori entrambi ebrei (padre aschenazita d'origine russa e madre sefardita nata in Turchia), Lainie fa parte dell'associazione dei "Giovani Musicisti", del progetto per combattere l'AIDS a Los Angeles, e del B'nai B'rith. Si laureò alla Hofstra University ad Hempstead.
Lainie fece il suo debutto nel 1961, a Broadway, con The Happiest Girl in the World, seguito l'anno successivo da Bravo Giovanni.
Lavorò quindi con Barbra Streisand in Funny Girl (entrambe avevano frequentato lo stesso liceo a New York, l'Erasmus Hall High School).
Successivamente, dopo aver risolto dei gravi problemi alla gola, si diede al canto.
Mentre cresceva la sua popolarità, la Kazan posò nuda per un'edizione del 1970 di Playboy; tale immagine fu riutilizzata in Pocket Playboy #4, nel 1974. Queste sue foto ispirarono il look della supereroina della DC Comics Big Barda.
La Kazan fu ospite del varietà televisivo di Dean Martin per ben ventisei volte. Cominciò poi a lavorare in diverse serie televisive, come La Tata, dove recitò la parte dell'impetuosa zia Freida; impersonò quindi la madre del personaggio di Kirstie Alley in L'atelier di Veronica, cui seguirono altre apparizioni come guest star in A cuore aperto, Beverly Hills 90210, Il tocco di un angelo, e Will & Grace.
Ha lavorato anche in My Big Fat Greek Life, una serie TV basata sul film di Nia Vardalos Il mio grosso grasso matrimonio greco, nel quale aveva recitato.
Appare in alcune scene (cancellate nella versione cinematografica) in Io vi dichiaro marito e... marito, nel ruolo della madre di Adam Sandler: queste scene sono visibili solo nei contenuti speciali del DVD o in altre versioni del film presenti su Internet.
Ritornata a Broadway per recitare nel musical My Favorite Year, la Kazan ha ottenuto una nomination al Tony Award. Ha recitato poi in I monologhi della vagina, in A Little Night Music, in Man of La Mancha e in Chi ha paura di Virginia Woolf?.
È apparsa anche nell'episodio Rivelazioni di Ugly Betty, nel ruolo della madre di Bobby, cognato di Betty Suarez, nella settima stagione di Desperate Housewives, in un episodio di Boston Legal, nel ruolo di giudice, e ad un episodio di Colombo.

## Vita privata
Tra il 1971 e il 1976 è stata sposata con l'attore Peter Daniels.

## Filmografia parziale

### Cinema
- I diavoli di Dayton (Dayton's Devils), regia di Jack Shea (1968)
- La signora nel cemento (Lady in Cement), regia di Gordon Douglas (1968)
- Il romanzo di un ladro di cavalli (Romansa konjokradice), regia di Abraham Polonsky (1971)
- Un sogno lungo un giorno (One from the Heart), regia di Francis Ford Coppola (1982)
- L'ospite d'onore (My Favorite Year), regia di Richard Benjamin (1982)
- Lust in the Dust, regia di Paul Bartel (1985)
- Il viaggio di Natty Gann (The Journey of Natty Gann), regia di Jeremy Kagan (1985)
- Delta Force (The Delta Force), regia di Menahem Golan (1986)
- Bigfoot e i suoi amici (Harry and the Hendersons), regia di William Dear (1987)
- Spiagge (Beaches), regia di Garry Marshall (1988)
- Fuori nel buio (Out of the Dark), regia di Michael Schroeder (1989)
- Perseguitato dalla fortuna (29th Street), regia di George Gallo (1991)
- Il club delle vedove (The Cemetery Club), regia di Bill Duke (1993)
- È solo l'amore che conta (Love Is All There Is), regia di Joseph Bologna e Renée Taylor (1996)
- Funny Money - Come fare i soldi senza lavorare (The Associate), regia di Donald Petrie (1996)
- Il grande colpo (The Big Hit), regia di Kirk Wong (1998)
- Amori diversi (The Unknown Cyclist), regia di Bernard Salzmann (1998)
- Il mio grosso grasso matrimonio greco (My Big Fat Greek Wedding), regia di Joel Zwick (2002)
- Otto notti di follie (Eight Crazy Nights), regia di Seth Kearsley (2002) – voce
- Amore estremo - Tough Love (Gigli), regia di Martin Brest (2003) – madre di Larry
- Cappuccetto Rosso (Red Riding Hood), regia di Randal Kleiser (2006)
- Bratz (Bratz: The Movie), regia di Sean McNamara (2007)
- Zohan - Tutte le donne vengono al pettine (You Don't Mess with the Zohan), regia di Dennis Dugan (2008)
- Divorzio d'amore (Divorce Invitation), regia di S.V. Krishna Reddy (2012)
- Il mio grosso grasso matrimonio greco 2 (My Big Fat Greek Wedding 2), regia di Kirk Jones (2016)
- Il massacro di  Amityville (The Amityville Murders), regia di Daniel Farrands (2018)
- Il mio grosso grasso matrimonio greco 3 (My Big Fat Greek Wedding 3), regia di Nia Vardalos (2023)

### Televisione
- Ben Casey – serie TV, episodio 5x13 (1965)
- Colombo (Columbo) – serie TV, episodio 7x03 (1978)
- Pazza d'amore (Obsessive Love), regia di Steven Hilliard Stern – film TV (1984)
- Storie incredibili (Amazing Stories) – serie TV, episodio 2x17 (1987)
- La signora in giallo (Murder, She Wrote) – serie TV, episodio 11x07 (1994)
- La tata (The Nanny) – serie TV, episodi 3x04-4x05-5x05-6x11 (1995-1998)
- Will & Grace – serie TV, episodio 4x09 (2001)
- Ritorno a Kauai (Tempted), regia di Maggie Greenwald – film TV (2003)
- Ugly Betty – serie TV, episodio 4x15 (2010)
- Desperate Housewives – serie TV, 5 episodi (2010)
- Modern Family – serie TV, episodio 4x11 (2013)
- Jessie – serie TV, episodio 2x22 (2013)
- Chicago Med – serie TV, episodio 8x06 (2022)

## Doppiatrici italiane
Nelle versioni in italiano delle opere in cui ha recitato, Lainie Kazan è stata doppiata da: 
- Rita Savagnone in Zohan - Tutte le donne vengono al pettine, Ugly Betty, Desperate Housewives, Il mio grosso grasso matrimonio greco 2
- Vittoria Febbi ne La signora nel cemento, Bigfoot e i suoi amici
- Sonia Scotti in Cappuccetto Rosso, Il mio grosso grasso matrimonio greco 3
- Loretta Stroppa in Delta Force
- Silvia Pepitoni ne La tata
- Angiolina Quinterno ne Il club delle vedove
- Graziella Polesinanti in Funny Money - Come fare i soldi senza lavorare
- Solvejg D'Assunta ne Il mio grosso grasso matrimonio greco
- Angiola Baggi in Divorzio d'amore
- Rossella Izzo in Grey's Anatomy